# Pompéu (Sabará)
Pompéu ou Arraial  de Pompéu é um povoado do município brasileiro de Sabará, fundado nos primeiros anos do século XVIII pelo sertanista, na primeira fase da exploração do ouro no Brasil. O povoado faz parte do território do distrito de Mestre Caetano e foi palco de uma das batalhas da Guerra dos emboabas.
O lugarejo foi fundado em terras que pertenceram ao paulista Padre Guilherme Pompeu de Almeida, morto em 1713, ou ao sertanista José Pompéu, um dos primeiros descobridores do ouro. Segundo historiadores, Pompéu teria sido morto, na Guerra dos Emboabas: um conflito ocorrido naquela região entre paulistas, baianos e renóis em 1708.
O povoado dista 16 quilômetros do centro comercial da cidade histórica de Sabará, o bairro guarda relíquias da arte barroca da época, muitas delas se encontram na capela de Santo Antônio, localizada ao centro do bairro. Esta capela foi construída no início do século XVIII, em data anterior ao primeiro registro de batismo em 1731, e apresenta características arquitetônicas semelhantes às encontradas nas igrejas de Nossa Senhora do Ó, e na matriz da Imaculada Conceição, ambas localizadas em Sabará e umas das mais antigas do estado de Minas Gerais.